# Abuçaíde Otomão I
Abuçaíde Otomão I ibne Abdalaque I, Abde Alhaque I, ou Abde Alaque I (em árabe: أبو سعيد عثمان بن عبد الحق; romaniz.: ʿAbū Saʿīd Uthman ibn ʿAbd al-Ḥaqq) foi o segundo chefe conhecido dos Benamerim (merínidas), a dinastia que fundaria o Império Merínida (no atual Marrocos), de 1217 até 1240. Por volta de 1223, os merínidas já eram capazes de cobrar tributos de grandes centros como Fez, Taza e Mequinez, bem como algumas tribos locais. Morreu lutando contra as tropas do Califado Almóada em Mequinez e foi sucedido por seu irmão Abu Marufe Maomé I (r. 1240–1244).